# Le Tableau (Cébès)
Pour les articles homonymes, voir Le Tableau (homonymie).

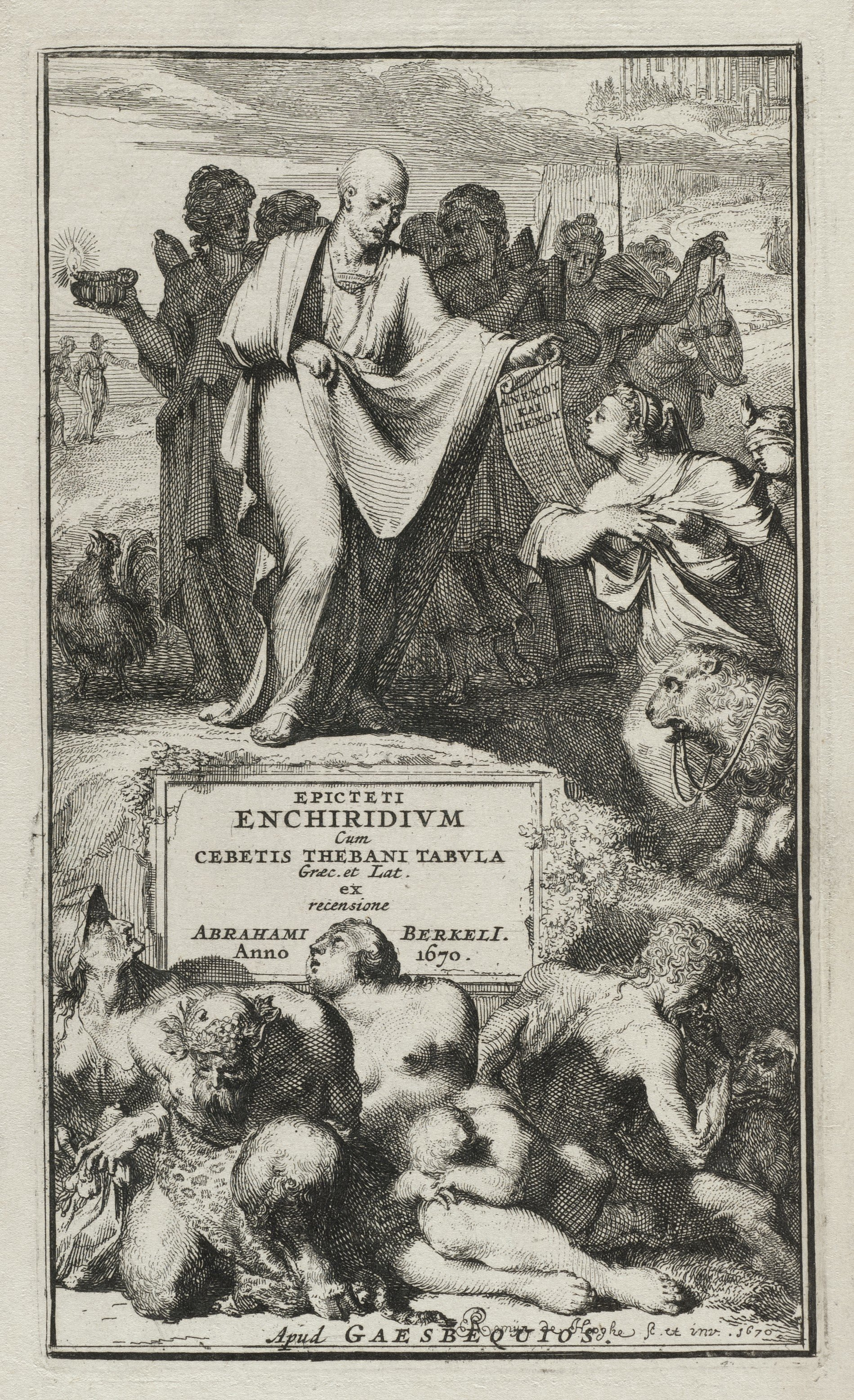
Epicteti Enchiridium, unà cum Cebetis Thebani tabula Græcè & Latinè, 1670.

Le Tableau  (en grec : πίναξ / Pinax) est un dialogue, une ekphrasis, c'est-à-dire une description d'œuvre d'art – en l'occurrence, une peinture, traditionnellement attribué au philosophe grec Cébès de Thèbes.
Le texte met en scène des jeunes gens qui aperçoivent un tableau, parmi d'autres offrandes consacrées aux dieux, dans un temple de Cronos. Dans un premier temps, ils ne parviennent pas à comprendre la signification de ce tableau, jusqu'à ce que survienne un vieillard qui va leur en expliquer le sens symbolique. Ce tableau se révèle être une allégorie des destinées de l'âme humaine. Œuvre regroupant plusieurs genres, célèbre depuis la Renaissance, Le Tableau de Cébès est d'ordinaire édité à la suite d'Épictète. Parmi des traductions dans de nombreuses langues, la première traduction française parut en 1529 à Lyon.

## Authenticité
Le texte a été traditionnellement attribué au philosophe grec Cébès de Thèbes, disciple de Socrate et personnage du Criton et du Phédon de Platon, mais l'identité de l'auteur a été remise en cause : ce serait un homonyme, philosophe stoïcien originaire de Cyzique, contemporain de Marc Aurèle (IIe siècle).

## Dialogue
Dans l’Antiquité, pour remercier ou honorer un dieu, les fidèles accrochaient aux arbres du sanctuaire, autour des statues et sur les autels des temples, des tablettes de terre cuite ou de bois, percées d’un trou pour les suspendre. Le Tableau de Cébès est la description d’un de ces présents : une peinture. Chez Théophraste, se trouve un exemple de ces ex-voto dans le portrait du Radin,, : le vainqueur d'un concours de poésie dramatique n'inscrit sur une tablette de boisque son nom à lui, mais pas celui de l'auteur, ni de sa tribu, ni des acteurs, ni le nom de la pièce. Dans le dialogue de Cébès, à la différence de la plupart des présents votifs, le tableau est l'offrande d'un étranger, disciple de Parménide et de Pythagore.

### Prologue
En se promenant dans le temple de Cronos, des étrangers aperçoivent un tableau placé devant le sanctuaire : devant la porte on aperçoit une foule nombreuse, et dans l'enceinte une multitude de femmes. Passé quelque temps à se tourmenter sur le sens de ces allégories, un vieillard se propose d'expliquer les allégories particulières, ce que signifie ce tableau, œuvre d'un homme plein de sens, d’une haute sagesse, et qui, dans ses discours et sa conduite, cherchait à retracer la philosophie de Parménide et de Pythagore.

## Postérité
Les éditions du Tableau ont été nombreuses au XVIe siècle et au XVIIe siècle. C'était un livre d'école qu'on mettait entre les mains des adolescents, également bon pour apprendre le grec et la morale. Fréquemment il vient à la suite du Manuel d'Épictète. En 1529, Geoffroy Tory en fit une traduction intitulée : La table du philosophe Cébès, natif de Thèbes et auditeur d'Aristote, en laquelle est descrite et paincte la voye de l'home humain tendant à vertus et parfaicte science. Claude Saumaise a donné l'édition d'une ancienne paraphrase arabe du Tableau, accompagnée d'une traduction latine par Johann Elichmann, l'un des plus savants orientalistes de son siècle. Le protestant Justus Velsius essaya de ramener les opinions de Cébès aux dogmes chrétiens ; enfin Agostino Mascardi publia en dix ans deux éditions différentes de ses Discorsi morali sur la Tavola di Cebete Tebano (1643 et 1653), très apprécié de Giambattista Vico.
Albrecht Dürer s'en est sans doute inspiré pour sa gravure La Petite Fortune (vers 1495-1496) ; son ami l'humaniste Willibad Pirckheimer venait de traduire Le Tableau pour la première fois en allemand.

## Personnages du dialogue
- Un vieillard
- Des étrangers venus visiter un temple du dieu Cronos